# Відкритий чемпіонат Австралії з тенісу 1985
Відкритий чемпіонат Австралії з тенісу 1985 — тенісний турнір, що проходив між 25 листопада та 8 грудня 1985 року на трав'яних кортах стадіону Куйонг в Мельбурні, Австралія. Це був 74-ий чемпіонат Австралії з тенісу і четвертий турнір Великого шолома в 1985 році. 

## Огляд подій та досягнень
Надалі було вирішено проводити чемпіонат Австралії у січні, тому наступним став турнір 1987 року. 
Стефан Едберг виграв свій перший турнір Великого шолома, перегравши в шведському фіналі минулорічного переможця Матса Віландера. 
Мартіна Навратілова теж переграла в фіналі минулорічну чемпіонку Кріс Еверт. Мартіна виграла свій третій (останній) чемпіонат Австралії в одиночному розряді, А загалом кількість її перемог у цьому виді змагань досягла 13-ти.

## Результати фінальних матчів

### Дорослі
| Одиночний розряд. Чоловіки      |                                  |                    |
| Стефан Едберг                   | Матс Віландер                    | 6–4, 6–3, 6–3      |
|                                 |                                  |                    |
| Одиночний розряд. Жінки         |                                  |                    |
| Мартіна Навратілова             | Кріс Еверт                       | 6–2, 4–6, 6–2      |
|                                 |                                  |                    |
| Парний розряд. Чоловіки         |                                  |                    |
| Пол Аннакон Хрісто ван Ренсбург | Марк Едмонсон Кім Ворвік         | 3–6, 7–6, 6–4, 6–4 |
|                                 |                                  |                    |
| Парний розряд. Жінки            |                                  |                    |
| Мартіна Навратілова Пем Шрайвер | Клаудія Коде-Кільш Гелена Сукова | 6–3, 6–4           |
|                                 |                                  |                    |
| Мікст                           |                                  |                    |
| змагання не проводились         |                                  |                    |
|                                 |                                  |                    |

### Юніори
| Одиночний розряд. Хлопці     |                            |               |
| Шейн Барр                    | Стівен Ферлонг             | 7–6, 6–7, 6–3 |
|                              |                            |               |
| Одиночний розряд. Дівчата    |                            |               |
| Дженні Берн                  | Луїз Філд                  | 6–1, 6–3      |
|                              |                            |               |
| Парний розряд. Хлопці        |                            |               |
| Бретт Кастер Девід Макферсон | Петр Корда Циріл Сук       | 7–5, 6–2      |
|                              |                            |               |
| Парний розряд. Дівчата       |                            |               |
| Дженні Берн Дженін Томпсон   | Саллі Макканн Елісон Скотт | 6–0, 6–3      |
|                              |                            |               |